# العلاقات الآيسلندية الغينية
العلاقات الآيسلندية الغينية هي العلاقات الثنائية التي تجمع بين آيسلندا وغينيا.

## مقارنة بين البلدين
هذه مقارنة عامة ومرجعية للدولتين:
| وجه المقارنة                                              | آيسلندا          | غينيا       |
| --------------------------------------------------------- | ---------------- | ----------- |
| المساحة (كم2)                                             | 103.00 ألف       | 245.86 ألف  |
| عدد السكان (نسمة)                                         | 317.35 ألف       | 12.72 مليون |
| الكثافة السكانية (ن./كم²)                                 | 3.08             | 51.74       |
| العاصمة                                                   | ريكيافيك         | كوناكري     |
| اللغة الرسمية                                             | اللغة الآيسلندية | لغة فرنسية  |
| العملة                                                    | كرونة آيسلندية   | فرنك غيني   |
| الناتج المحلي الإجمالي (بليون دولار)                      | 23.91 مليار      | 10.50 مليار |
| الناتج المحلي الإجمالي (تعادل القوة الشرائية) بليون دولار | 15.79 مليار      | 15.24 مليار |
| الناتج المحلي الإجمالي الاسمي للفرد دولار أمريكي          | 50.17 ألف        | 531         |
| الناتج المحلي الإجمالي للفرد دولار أمريكي                 | 46.55 ألف        | 1.22 ألف    |
| مؤشر التنمية البشرية                                      | 0.899            | 0.411       |
| رمز المكالمات الدولي                                      | +354             | +224        |
| رمز الإنترنت                                              | .is              | .gn         |
| المنطقة الزمنية                                           | 00، أوروبا/لندن ‏ | 00          |

## منظمات دولية مشتركة
يشترك البلدان في عضوية مجموعة من المنظمات الدولية، منها:
| علم المنظمة | اسم المنظمة                               | تاريخ انضمام آيسلندا | تاريخ انضمام غينيا |
| ----------- | ----------------------------------------- | -------------------- | ------------------ |
|             | مؤسسة التنمية الدولية                     | 19 مايو 1961         | 26 سبتمبر 1969     |
|             | يونسكو                                    | 8 يونيو 1964         | 2 فبراير 1960      |
|             | وكالة ضمان الاستثمار متعدد الأطراف        | 25 سبتمبر 1998       | 5 أكتوبر 1995      |
|             | الأمم المتحدة                             | 19 نوفمبر 1946       | 12 ديسمبر 1958     |
|             | الفريق المعني برصد الأرض                  | ?                    | ?                  |
|             | الاتحاد البريدي العالمي                   | ?                    | ?                  |
|             | البنك الدولي للإنشاء والتعمير             | 27 ديسمبر 1945       | 28 سبتمبر 1963     |
|             | منظمة حظر الأسلحة الكيميائية              | ?                    | ?                  |
|             | مؤسسة التمويل الدولية                     | 20 يوليو 1956        | 22 أكتوبر 1982     |
|             | المركز الدولي لتسوية المنازعات الاستشارية | 14 أكتوبر 1966       | 4 ديسمبر 1968      |
|             | منظمة التجارة العالمية                    | ?                    | 25 أكتوبر 1995     |
|             | منظمة الشرطة الجنائية الدولية             | ?                    | ?                  |

## وصلات خارجية
- موقع وزارة الخارجية الآيسلندية